# Campeonato Europeo de Bádminton de 2008
El XXI Campeonato Europeo de Bádminton se celebró en Herning (Dinamarca) del 12 al 20 de abril de 2008 bajo la organización de la Unión Europea de Bádminton (EBU) y la Federación Danesa de Bádminton.
Las competiciones se realizaron en las instalaciones del Messecenter Herning.

## Medallistas
| Evento               | Oro                                                  | Plata                                            | Bronce                                                                                      |
| -------------------- | ---------------------------------------------------- | ------------------------------------------------ | ------------------------------------------------------------------------------------------- |
| Individual masculino | Kenneth Jonassen Dinamarca                           | Joachim Persson Dinamarca                        | Jan Jørgensen · Dinamarca Przemysław Wacha · Polonia                                        |
| Dobles masculino     | Lars Paaske Jonas Rasmussen Dinamarca                | Jens Eriksen Martin Lundgaard Hansen Dinamarca   | Erwin Kehlhoffner · Svetoslav Stoyanov · Francia Kristof Hopp · Ingo Kindervater · Alemania |
| Individual femenino  | Huaiwen Xu · Alemania                                | Tine Rasmussen Dinamarca                         | Hongyan Pi · Francia Juliane Schenk · Alemania                                              |
| Dobles femenino      | Kamilla Rytter Juhl Lena Frier Kristiansen Dinamarca | Gail Emms Donna Kellogg Inglaterra               | Elin Bergblom · Johanna Persson · Suecia Valeriya Sorokina · Nina Vislova · Rusia           |
| Dobles mixto         | Anthony Clark Donna Kellogg Inglaterra               | Robert Mateusiak · Nadieżda Kostiuczyk · Polonia | Nathan Robertson Gail Emms Inglaterra Carsten Mogensen Helle Nielsen Dinamarca              |

## Medallero
| Núm. | País       | Oro | Plata | Bronce | Total |
| ---- | ---------- | --- | ----- | ------ | ----- |
| 1    | Dinamarca  | 3   | 3     | 2      | 8     |
| 2    | Inglaterra | 1   | 1     | 1      | 3     |
| 3    | Alemania   | 1   | 0     | 2      | 3     |
| 4    | Polonia    | 0   | 1     | 1      | 2     |
| 5    | Francia    | 0   | 0     | 2      | 2     |
| 6    | Rusia      | 0   | 0     | 1      | 1     |
| 6    | Suecia     | 0   | 0     | 1      | 1     |
|      | TOTAL      | 5   | 5     | 10     | 20    |